# Listă de formații din Belarus
Aceasta este o listă de formații muzicale din Belarus.
Cuprins: Început - 0–9 A B C D E F G H I J K L M N O P Q R S T U V W X Y Z

## A
- Amaroka
- Angry Rose 2000
- Aquamorta

## B
- B:N: (Б:Н:)
- BeZ bileta
- Bieły Son
- Bristeil
- Bonda

## C
- Contredanse
- Cîrvonîm pa bielîm (belarusă Чырвоным па Белым)

## D
- Detidetei (rusă Детидетей)
- DeadMarsh
- Divina Enema
- Dreamlin
- Dying Rose

## H
- Hliuki (belarusă Глюкі)

## G
- Garadzkia
- Guda

## I
- Imperator (rusă Император)
- IQ48
- INCITY
- Indiga

## J
- J:морс

## K
- Kamaedzița (belarusă Камаедзіца)
- Kamelot (belarusă Камэлот)
- Krama (belarusă Крама)
- Krambambula (belarusă Крамбамбуля)
- Kraski (rusă Краски)
- KRIWI

## L
- Lituus
- Leapis Trubețkoi (rusă Ляпис Трубецкой)

## M
- Miasțovî ceas (belarusă Мясцовы час)
- Morfei
- Mroia (belarusă Мроя)

## N
- N.R.M.
- Neuro Dubel
- Nevma
- Novae Neba (belarusă Новае Неба)

## O
- Obaianie nevovleceonnosti (rusă Обаяние невовлечённости)
- Open Space

## P
- P.L.A.N.
- Palaț (belarusă Палац)
- Parason
- Partyzone
- Pesnearî (belarusă Песняры)
- Pomidor/OFF

## R
- Rasta
- Renuen
- Reido
- RIMA

## S
- Serdțe duraka (rusă Сердце дурака)
- Starî Olsa (belarusă Стары Ольса)

## T
- Tarpaci
- Tav.Mauzer
- Termin X
- Troița (belarusă Троіца)

## U
- ULIS
- UltraVožyk
- Uria (belarusă Юр'я)

## V
- Vicious Crusade

## W
- WZ-Orkestra

## Z
- ZERO-85
- Zet
- ZM99
- Znich
- Žygimont VAZA